# Dècada del 780
La dècada del 780 comprèn el període que va des de l'1 de gener del 780 fins al 31 de desembre del 789.

## Personatges destacats
- Carlemany
- Constantí VI, emperador romà d'Orient
- Adrià I, papa